# Overnet
Overnet foi uma rede de computadores descentralizada (P2P) usada para compartilhamento de arquivos grandes (por exemplo, filmes e imagens de CDs). Overnet implementa o algoritmo Kademlia. No fim de 2006, Overnet e todos os recursos possuídos por ele foram derrubados, como resultado de ações legais por RIAA e outros. Entretanto, uma vez que o núcleo da Overnet é descentralizado, os clientes Overnet ainda são capazes de funcionar de forma limitada.
A Overnet foi criada por Jed McCaleb, o mesmo criador do eDonkey2000. Antes da derrubada da Overnet e do eDonkey2000, os dois clientes foram fundidos em um único chamado eDonkey2000. Em seu auge, em junho de 2006, a rede combinada teve aproximadamente 645 mil usuários simultâneos.
Em 16 de outubro de 2007, o Protocolo Overnet ainda estava sendo usado, pela botnet Storm, para comunicação entre as máquinas infectadas.